# 氷柱

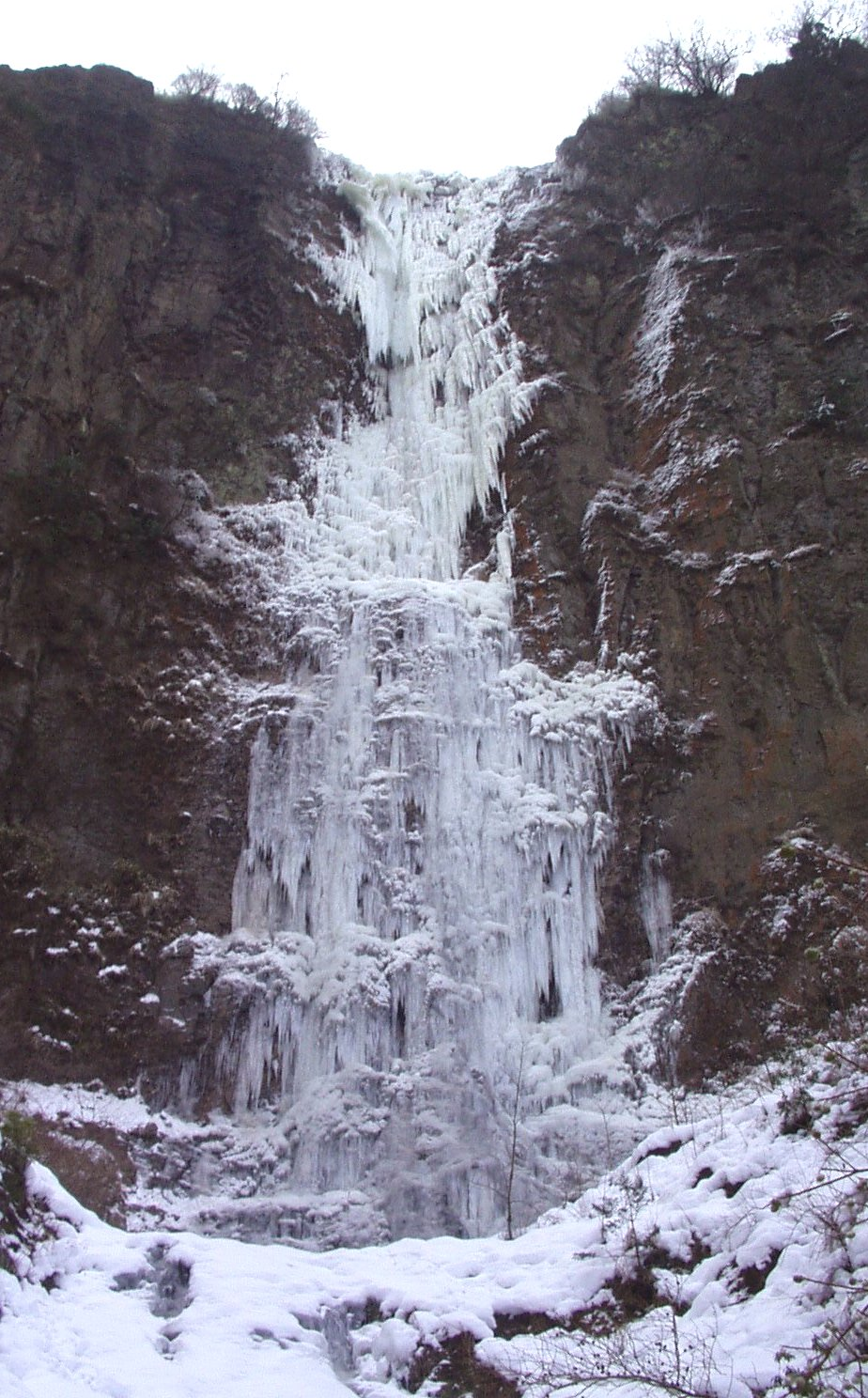
熊本県の古閑の滝。大規模な氷柱の例

氷柱（つらら）は、建物の軒下や岩場などから棒状に伸びた氷。軒下などに水滴が垂れてできる氷の柱をさしている。

## 形成環境
屋根の雪が融けた水が垂れ落ちる時点で寒気に晒され氷結し、上から下へ徐々に成長したものであり、形成過程としては鍾乳洞の鍾乳石と似ている。一旦融けなければならないため、長い氷柱となるためにはただ極寒なだけでなく、寒暖がある程度繰り返される必要がある。また、蛇口から漏れた水道水や崖から染み出た地下水が寒気によって凍った氷柱や、滝の近くなど水しぶきがかかった枝や突起物などに形成される氷柱もある。
豪雪地帯では長さが数mにおよび、地面に達するものも見られる。滝が凍り付き、巨大な氷柱群と化すこともある（氷瀑）。
日本においては、滝や渓谷にできる大きな氷柱群は一部で冬の観光名所になっている。埼玉県の秩父地方では、散水して人工的に氷柱を育てることも行われている。
氷柱は通常、重力に従い真下へ向かって伸びる。気温が低く、そこへ屋根の雪に押されたり横風が強かったりなどの条件が伴うと、斜めや横へ向かって伸びる場合もある。

## 語源と季語
語源は「つらつら」の転といい、古来は氷など表面がつるつるし光沢のあるものを呼んでいたとされる。古くは「たるひ（垂氷）」と言った。この言葉は東北地方方言の「たろひ」などに残っている。秋田弁では「たろんぺ・タロンぺ」。
俳句では晩冬の季語。

## 氷柱ができる主な滝・渓谷、断崖
- 層雲峡（北海道上川町）
- 乳穂ヶ滝（青森県西目屋村）
- 千畳敷駅脇（青森県深浦町）
- 広瀬川上流（仙台市青葉区）
- たろし滝（岩手県花巻市）
- 月待の滝（茨城県大子町）
- 庵滝（栃木県日光市）
- 雲竜渓谷「氷壁」（栃木県日光市）
- 早滝（群馬県神流町）
- 三十槌の氷柱（埼玉県秩父市）
- 富士サミットフォール（山梨県鳴沢村）
- 大禅の滝（長野県北相木村）
- 不動の滝（長野県南相木村）
- 横谷峡「屏風岩氷瀑」（長野県茅野市）
- 御船の滝（奈良県川上村）
- 七曲滝「氷瀑」（神戸市北区）
- 扁妙の滝（兵庫県神河町）
- 白猪の滝（愛媛県東温市）
- 難所ヶ滝（福岡県宇美町）
- 古閑の滝（熊本県阿蘇市）
- 仙酔峡（熊本県阿蘇市）
- 七折れの滝（大分県九重町、玖珠川）

## 氷柱の画像

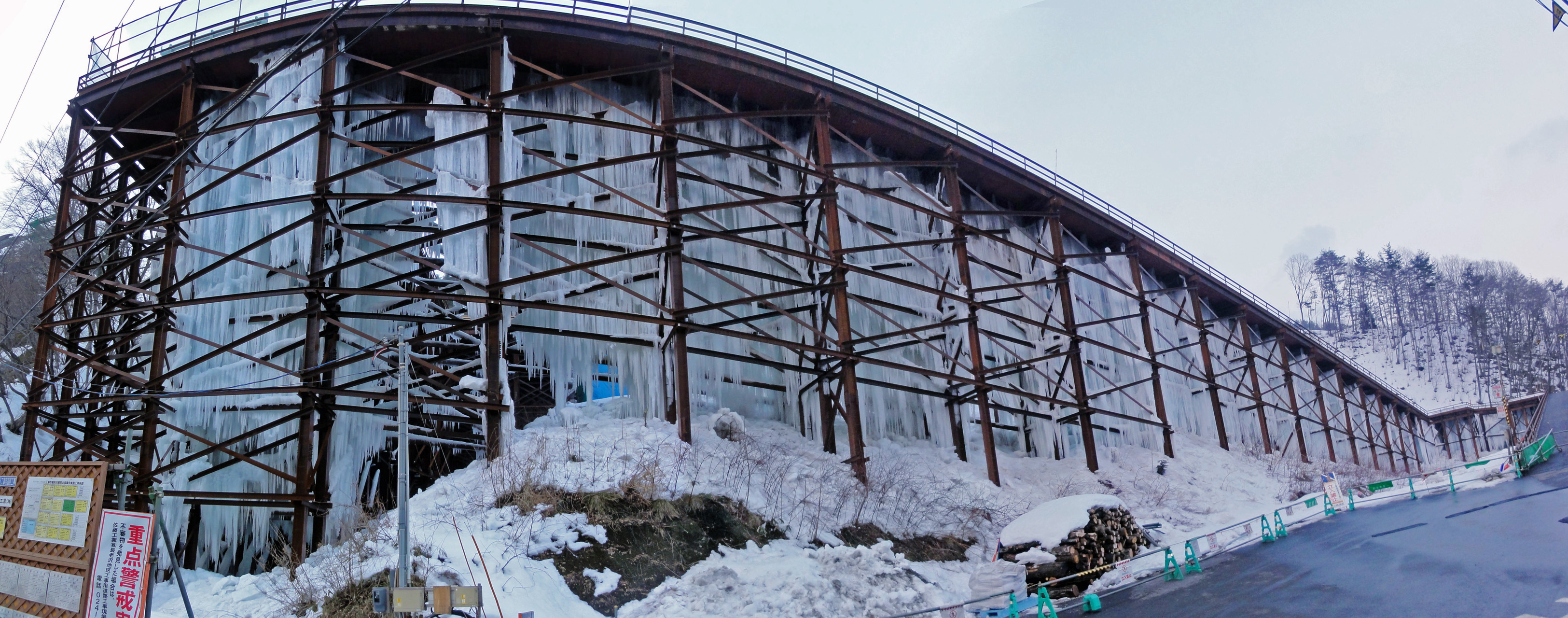
福島市長老沢国道13号沿い東北中央自動車道工事用仮設道路に成長した氷柱のカーテン
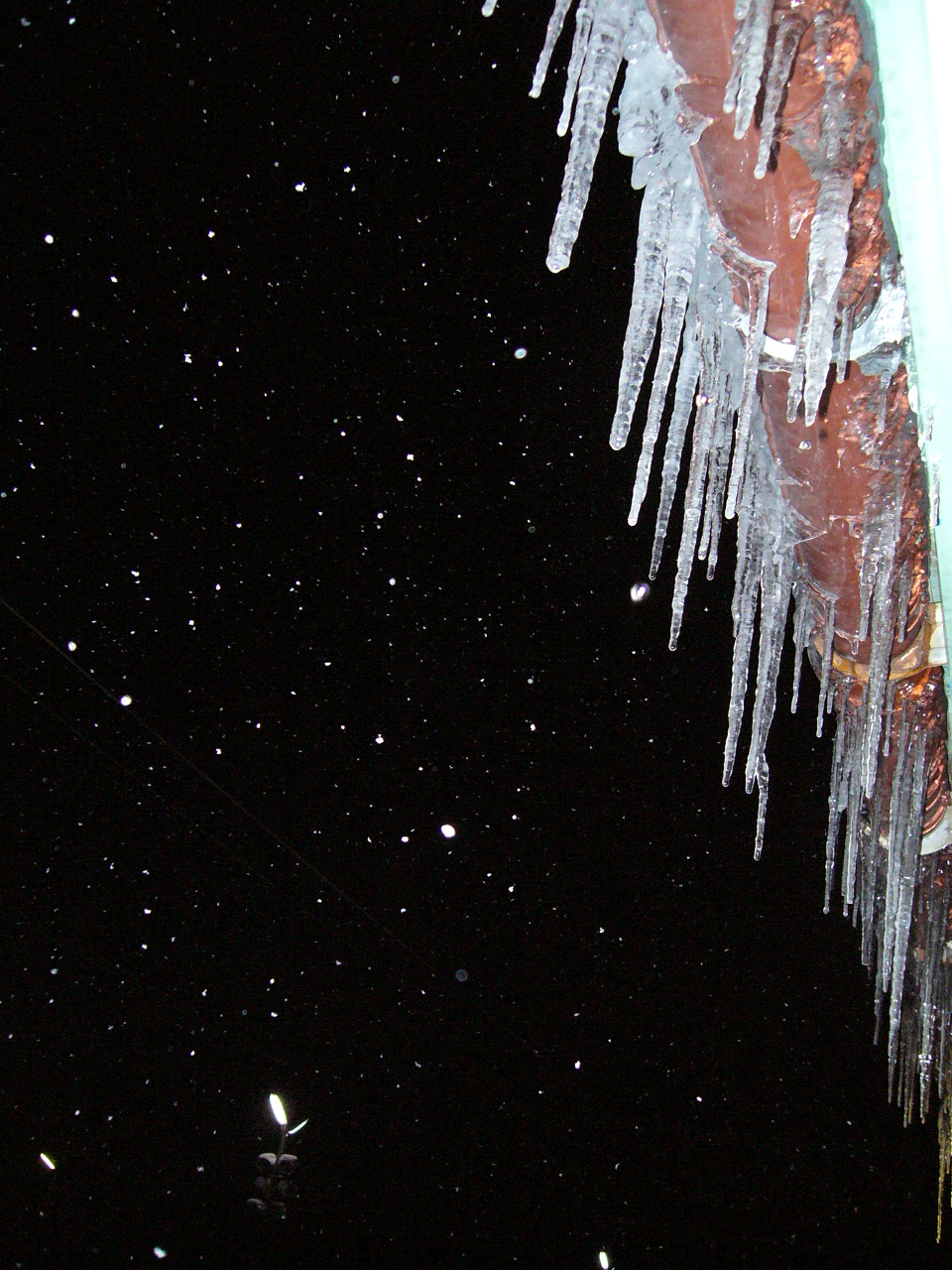
蟹田駅（青森県）にて
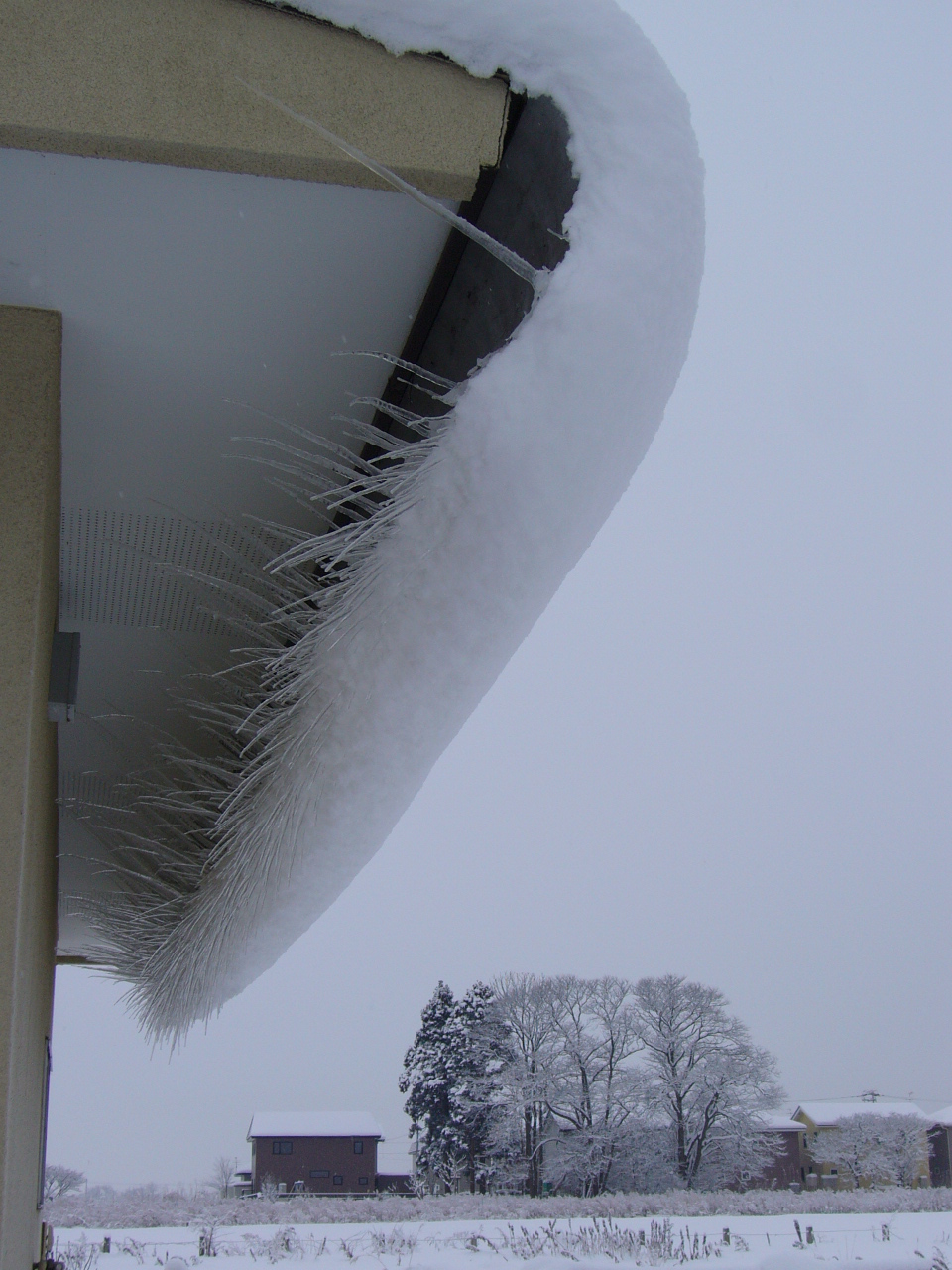
融雪により横へ伸びたように見える氷柱
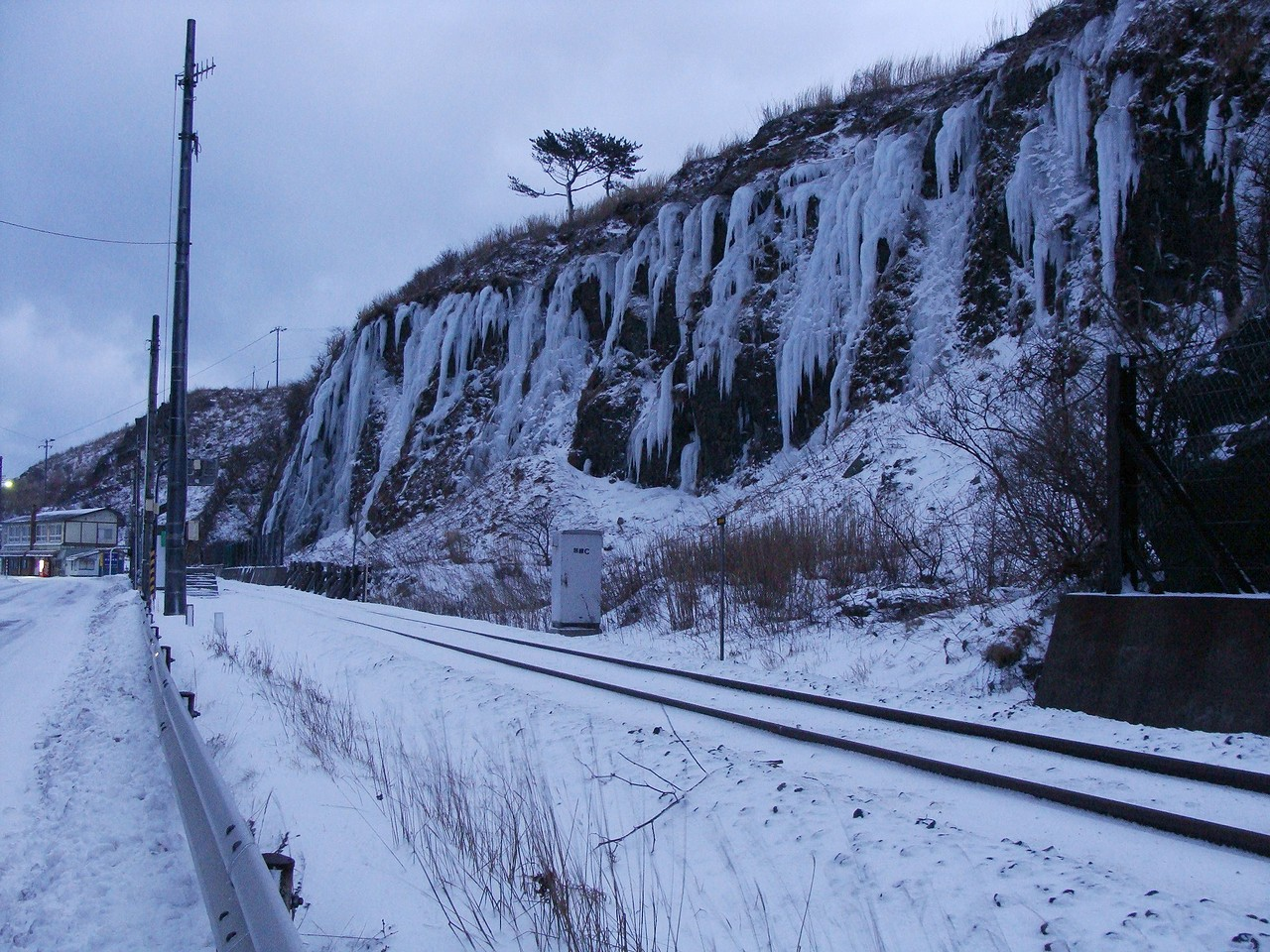
崖の地層から染み出た水が作り出す氷柱のカーテン
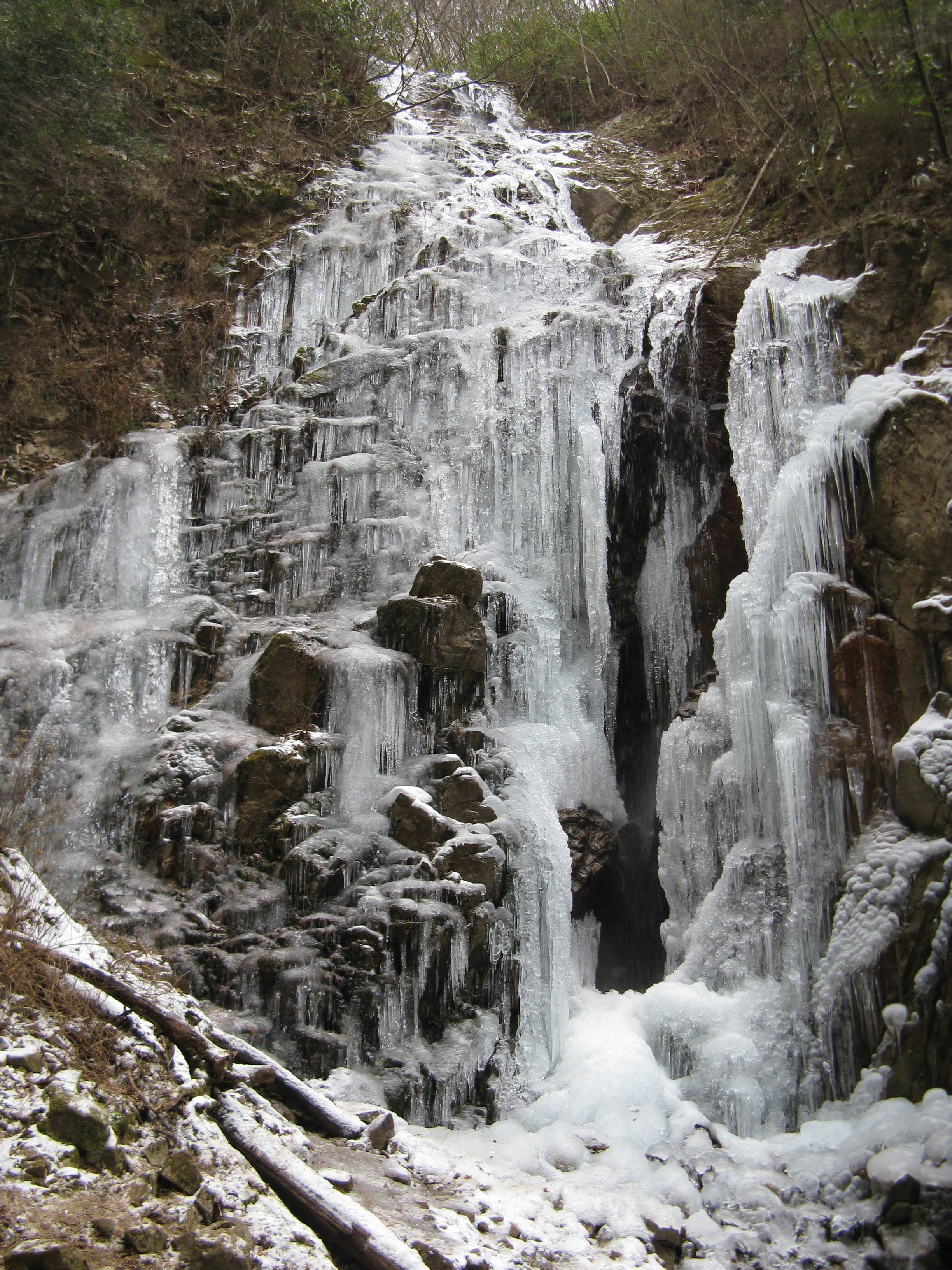
七曲滝の氷瀑
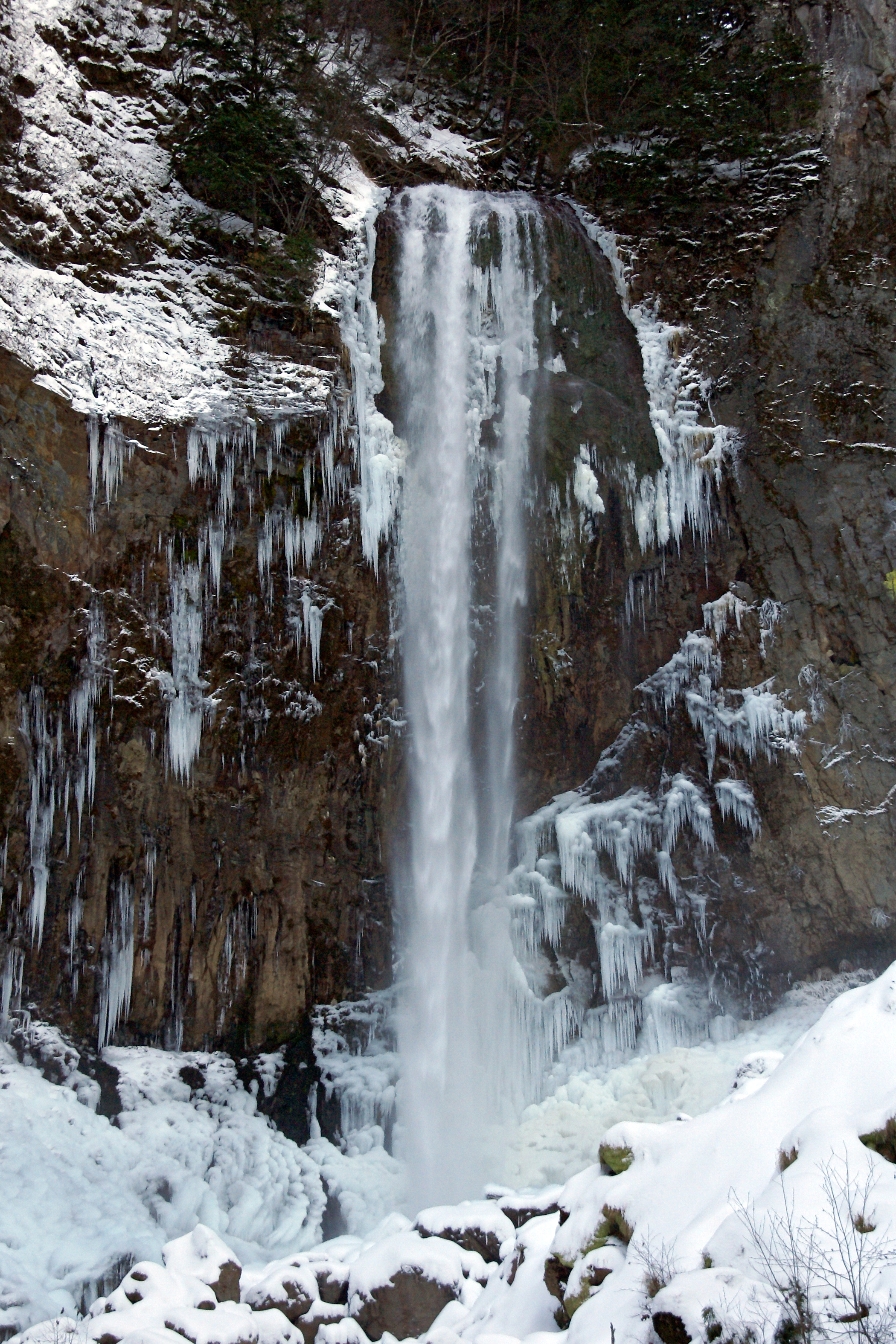
平湯大滝の氷瀑
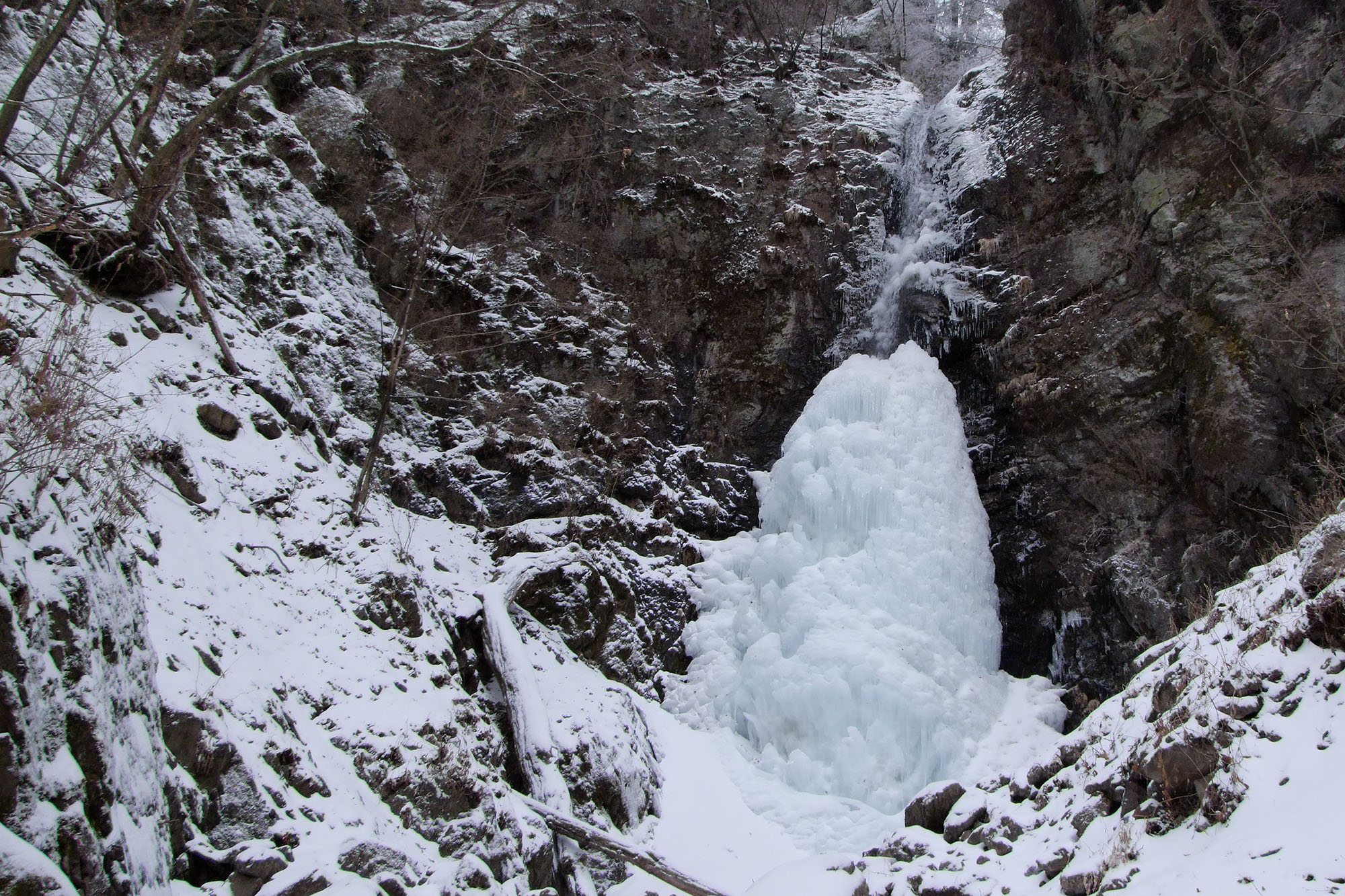
早滝の氷瀑
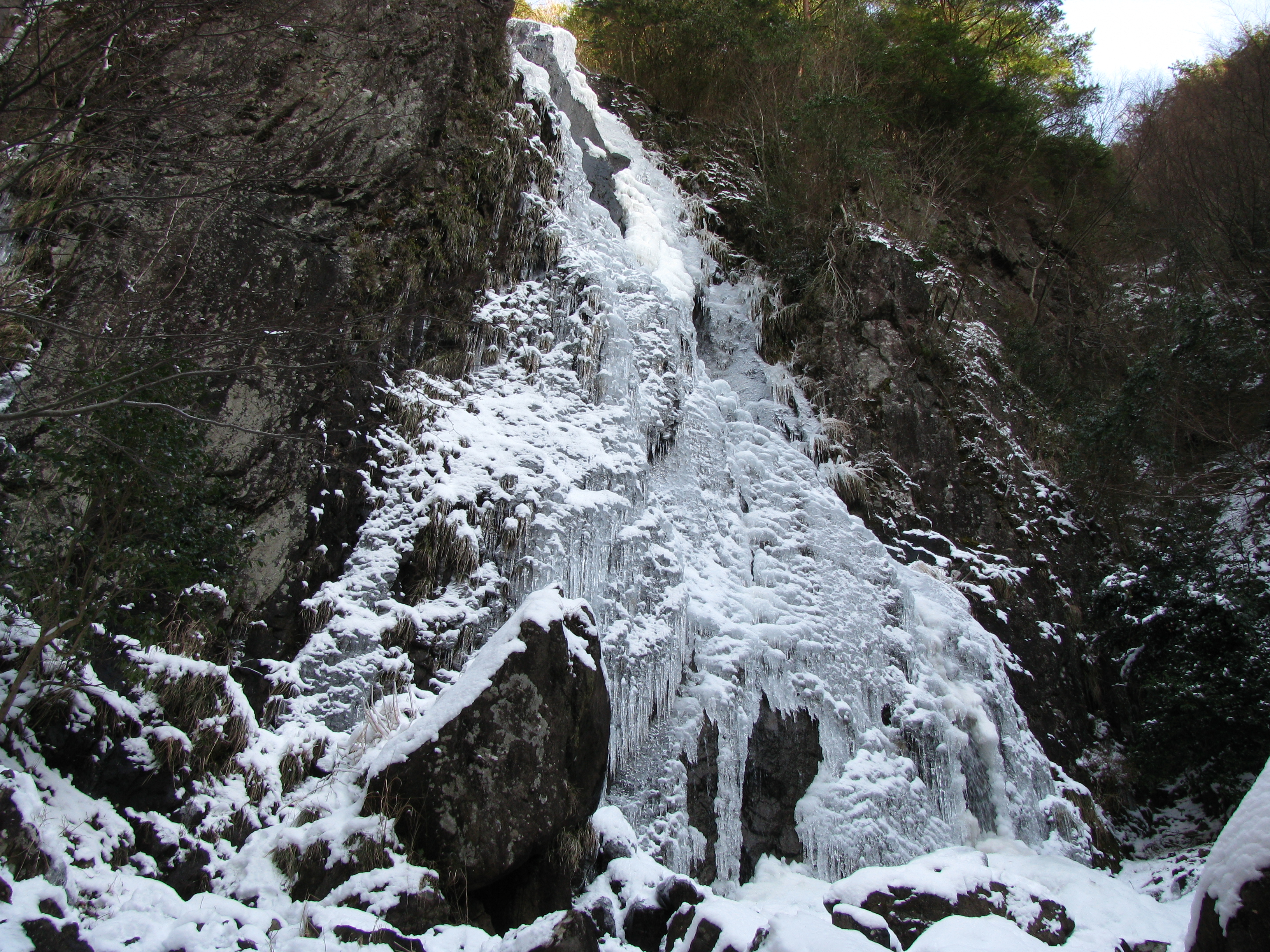
扁妙の滝の氷瀑
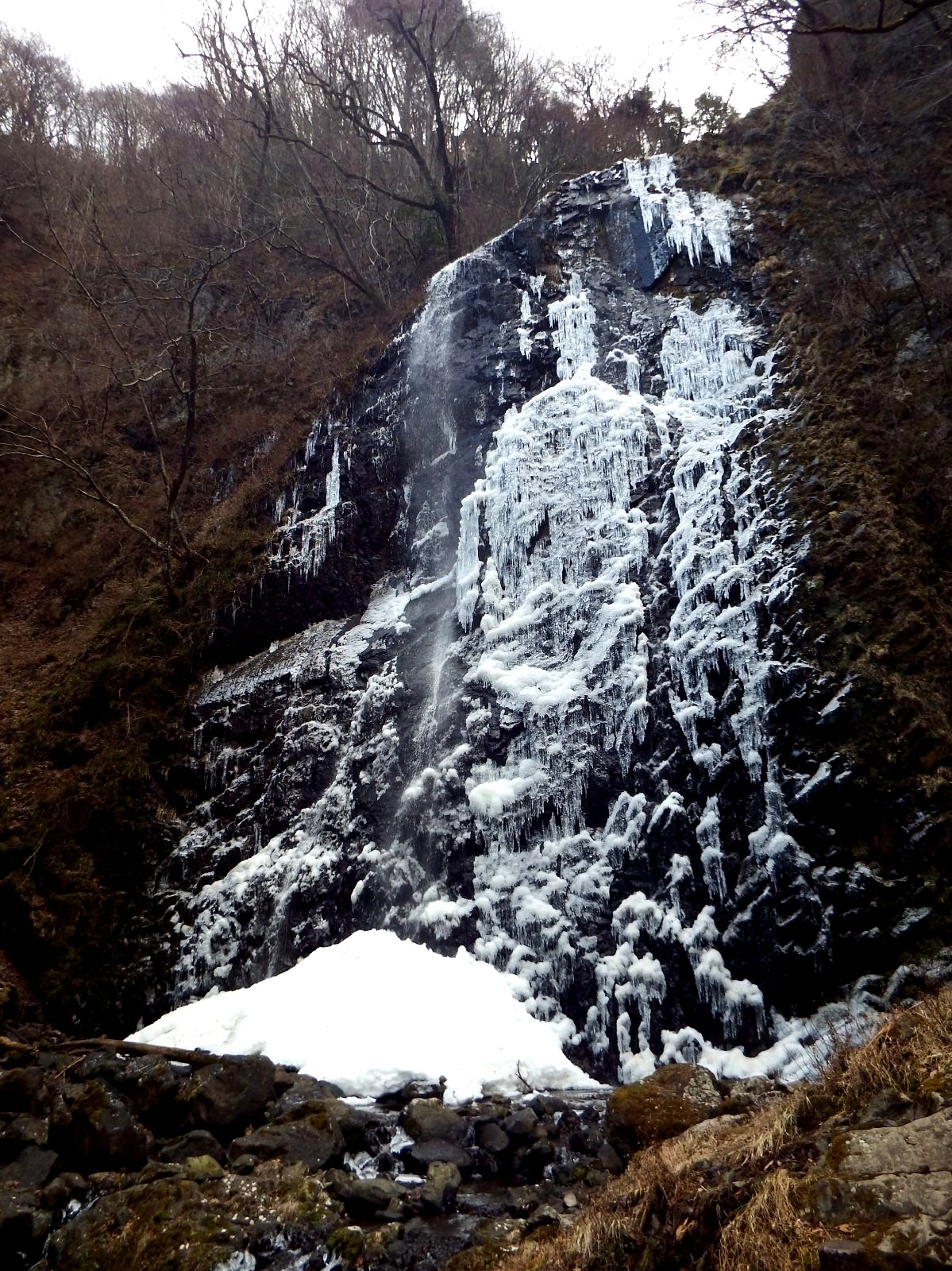
白猪の滝の氷瀑
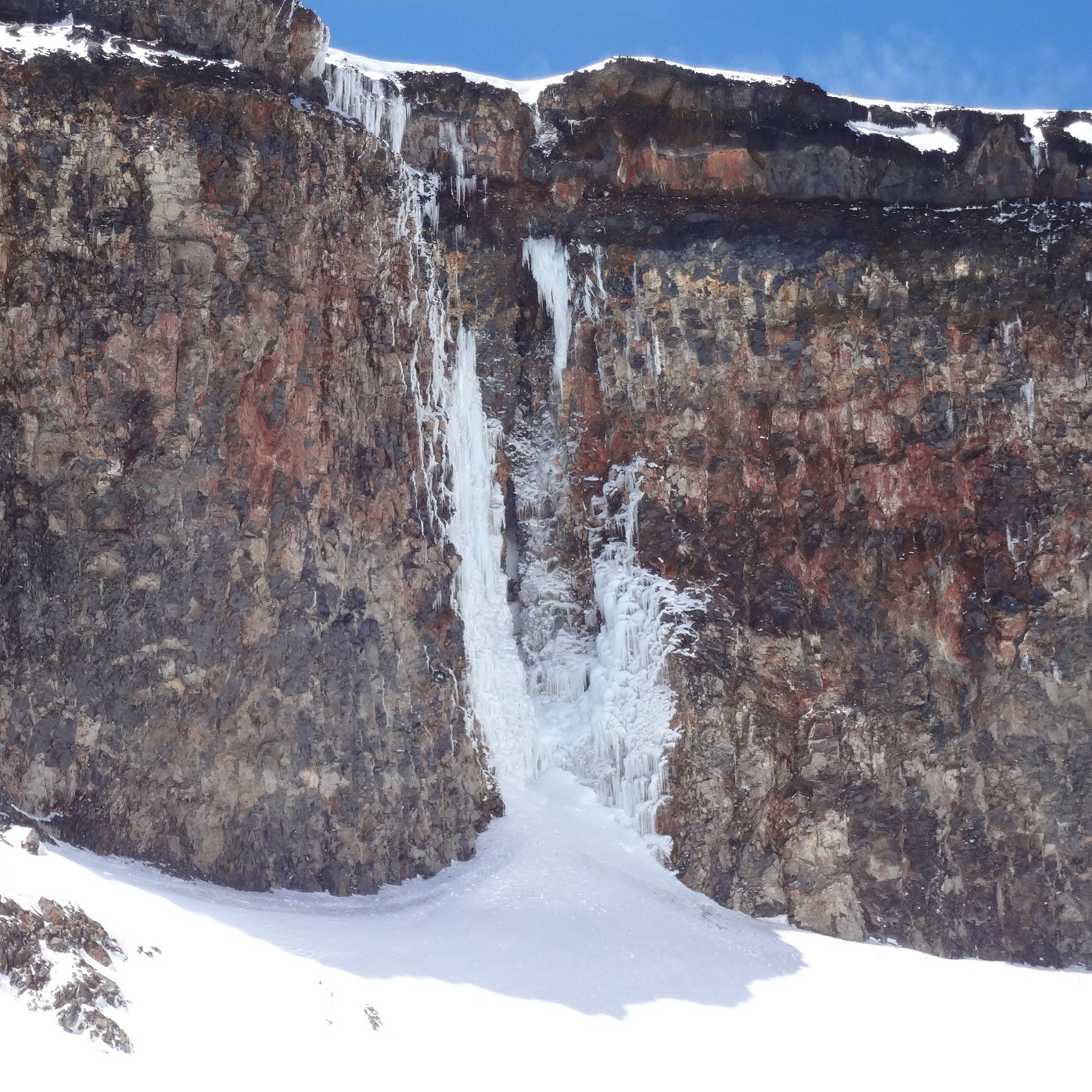
富士頂上瀑（サミットフォール）（富士山）
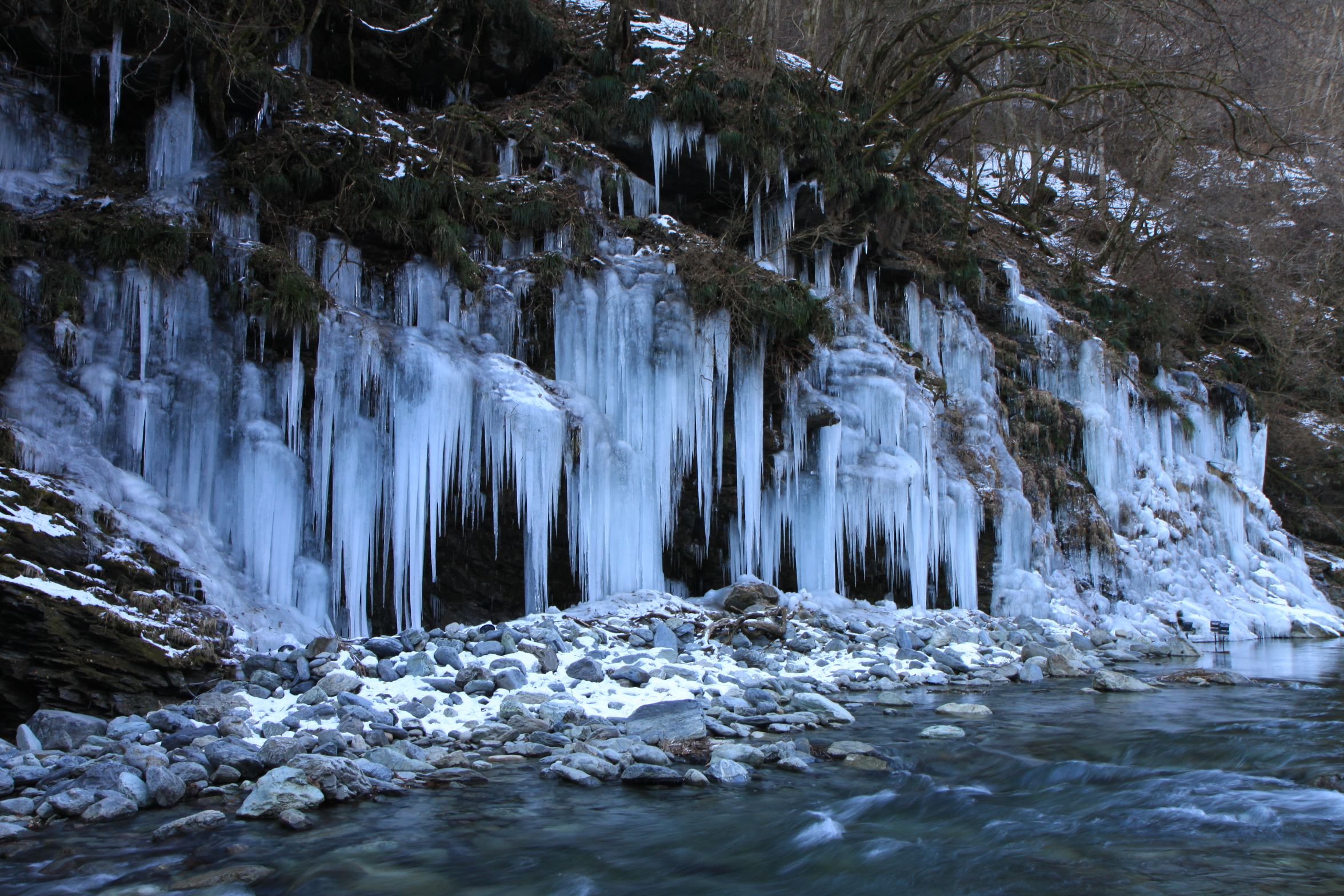
三十槌の氷柱（みそつちのつらら）したたり落ちる岩清水が氷結してできた氷柱（埼玉県秩父市大滝、秩父路三大氷柱のひとつ）
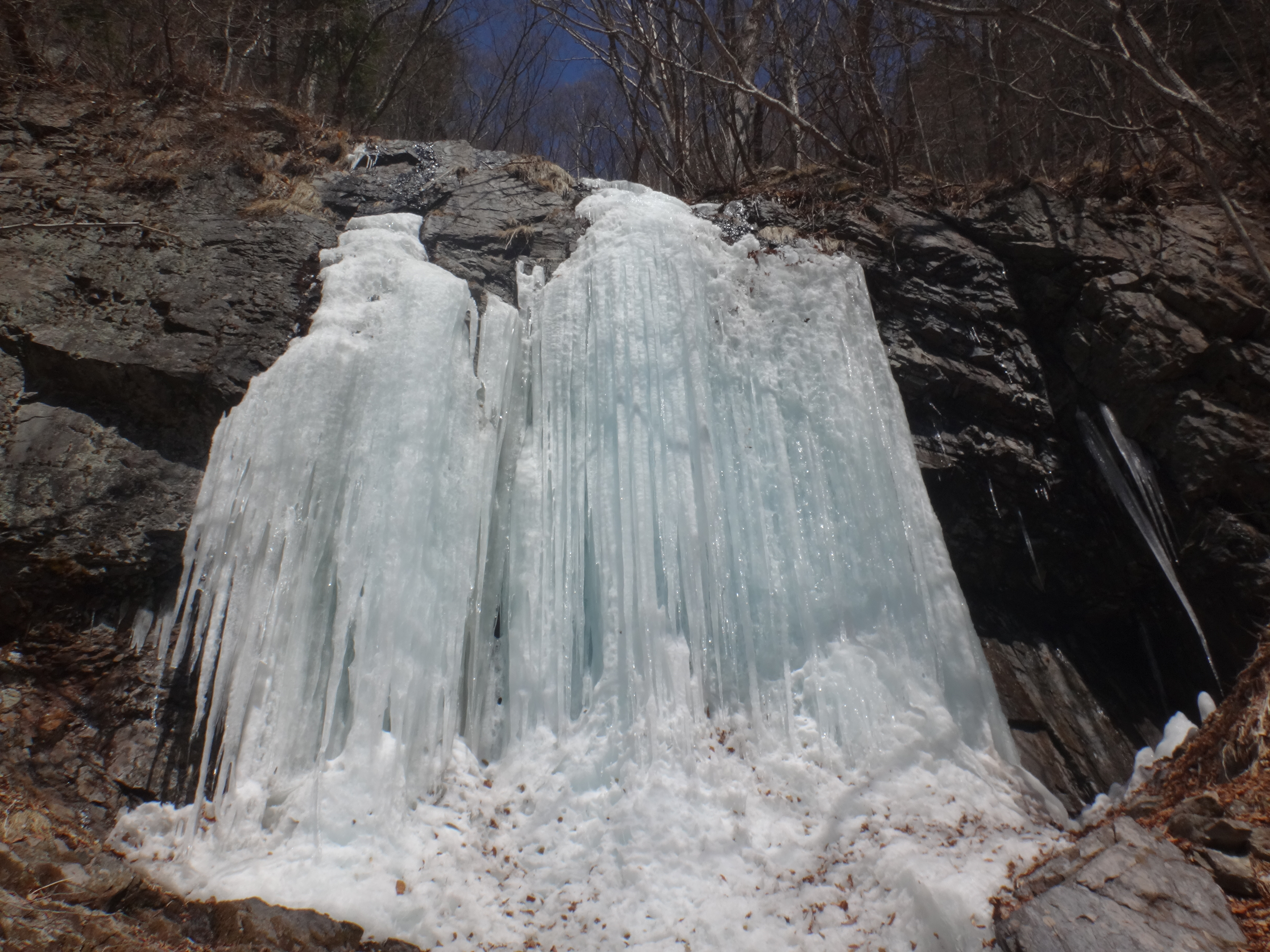
不動の滝（御座山）
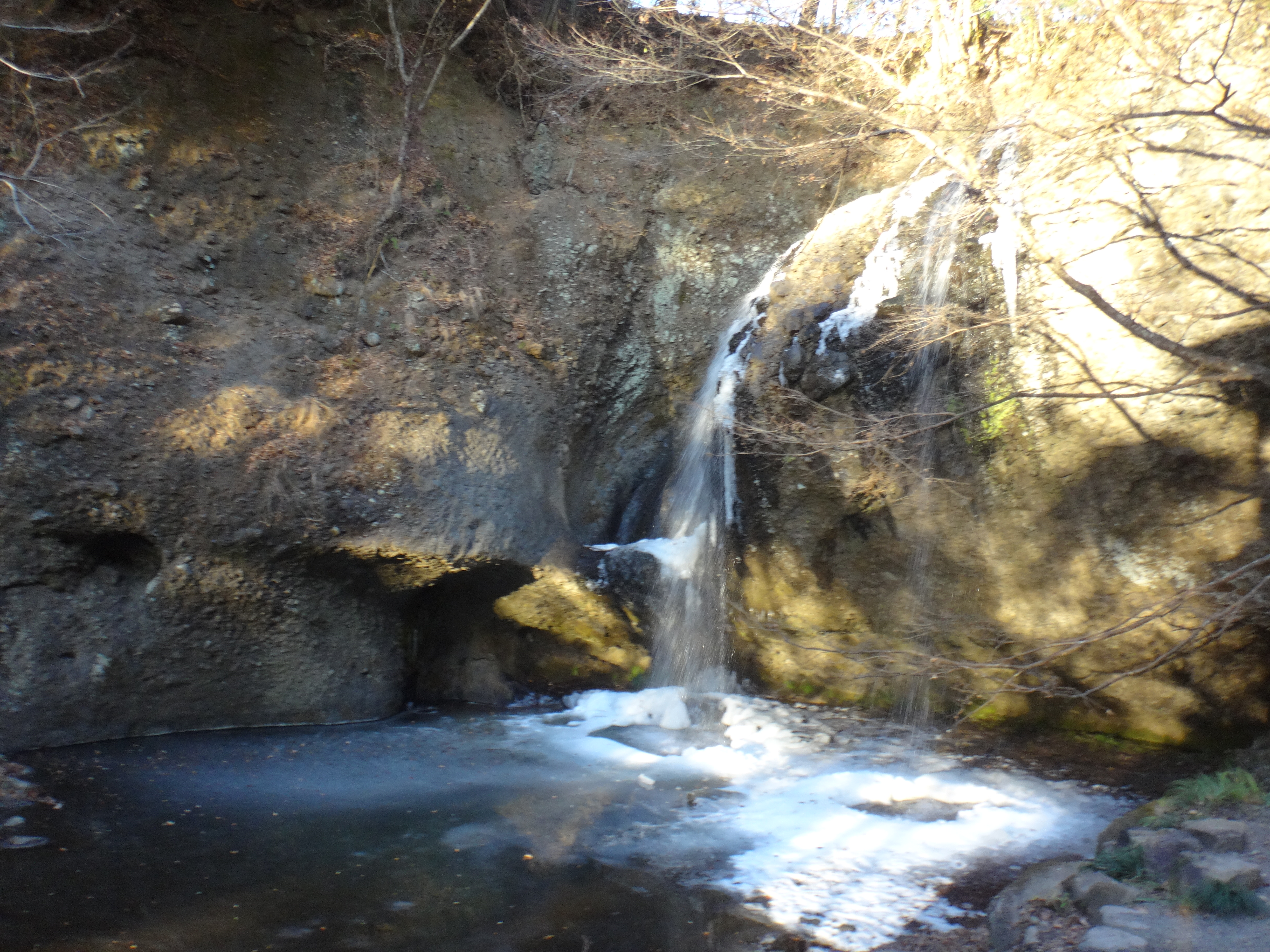
凍りかけの月待の滝
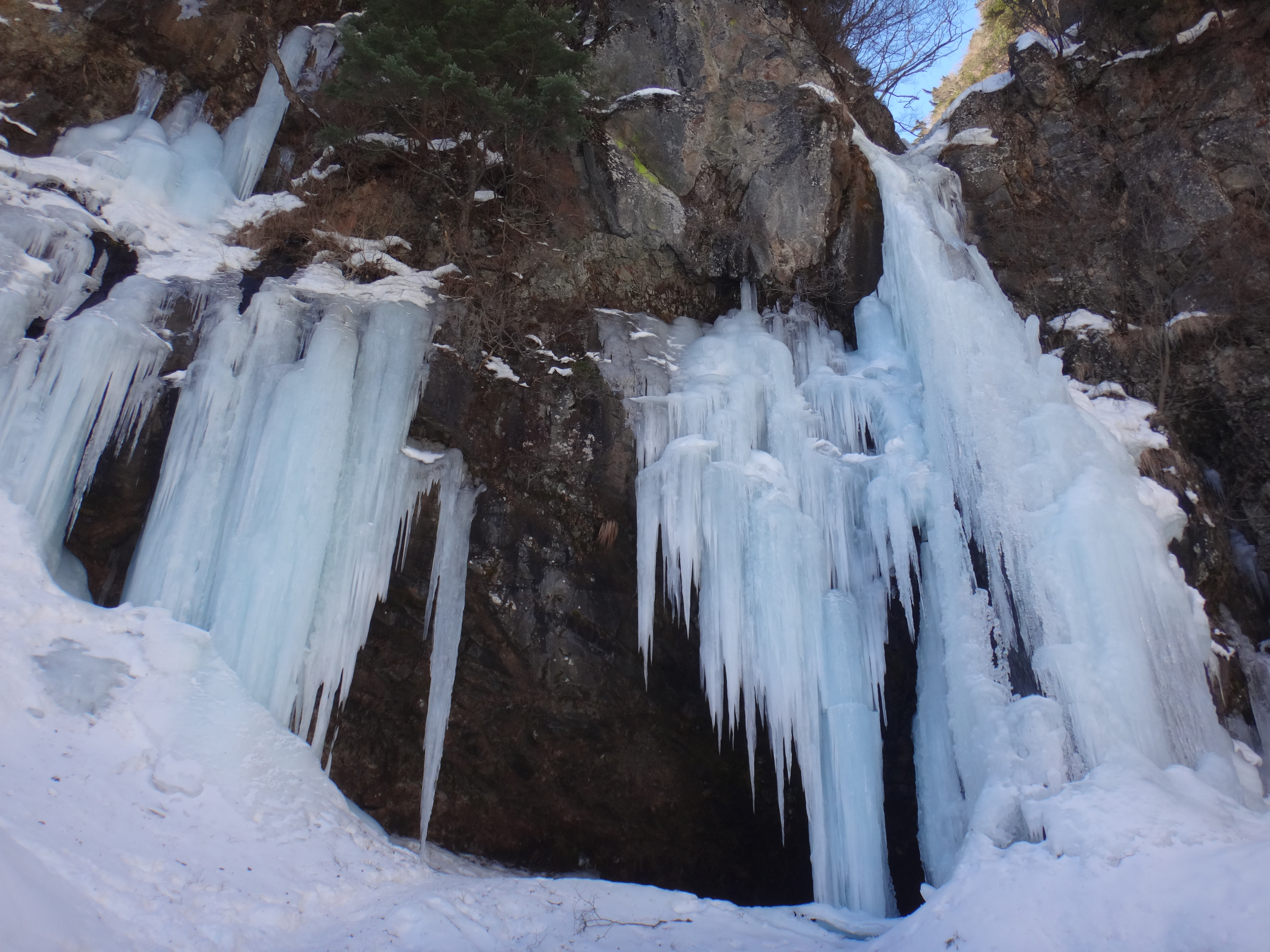
氷瀑となった庵滝
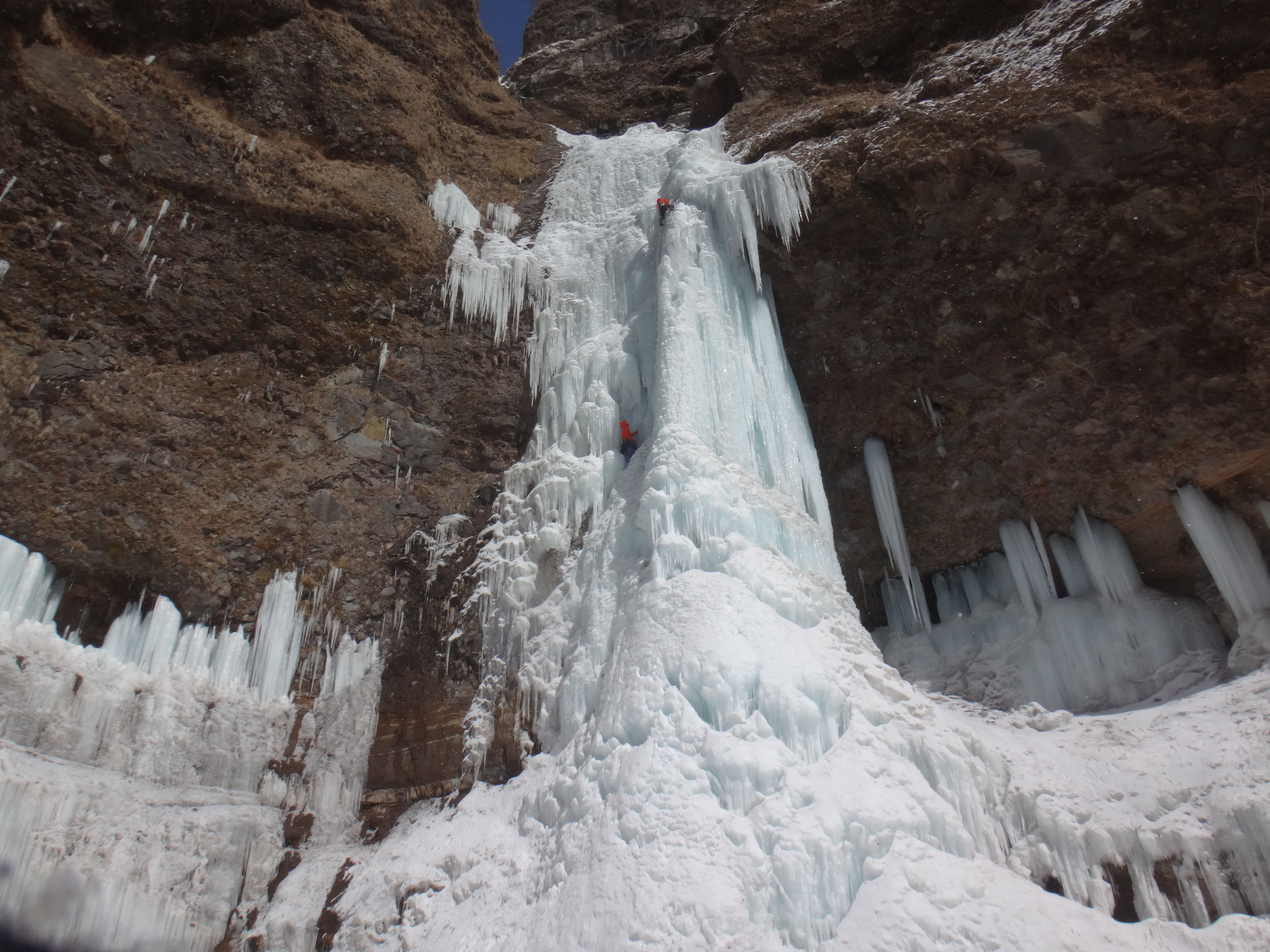
雲竜氷瀑でアイスクライミング
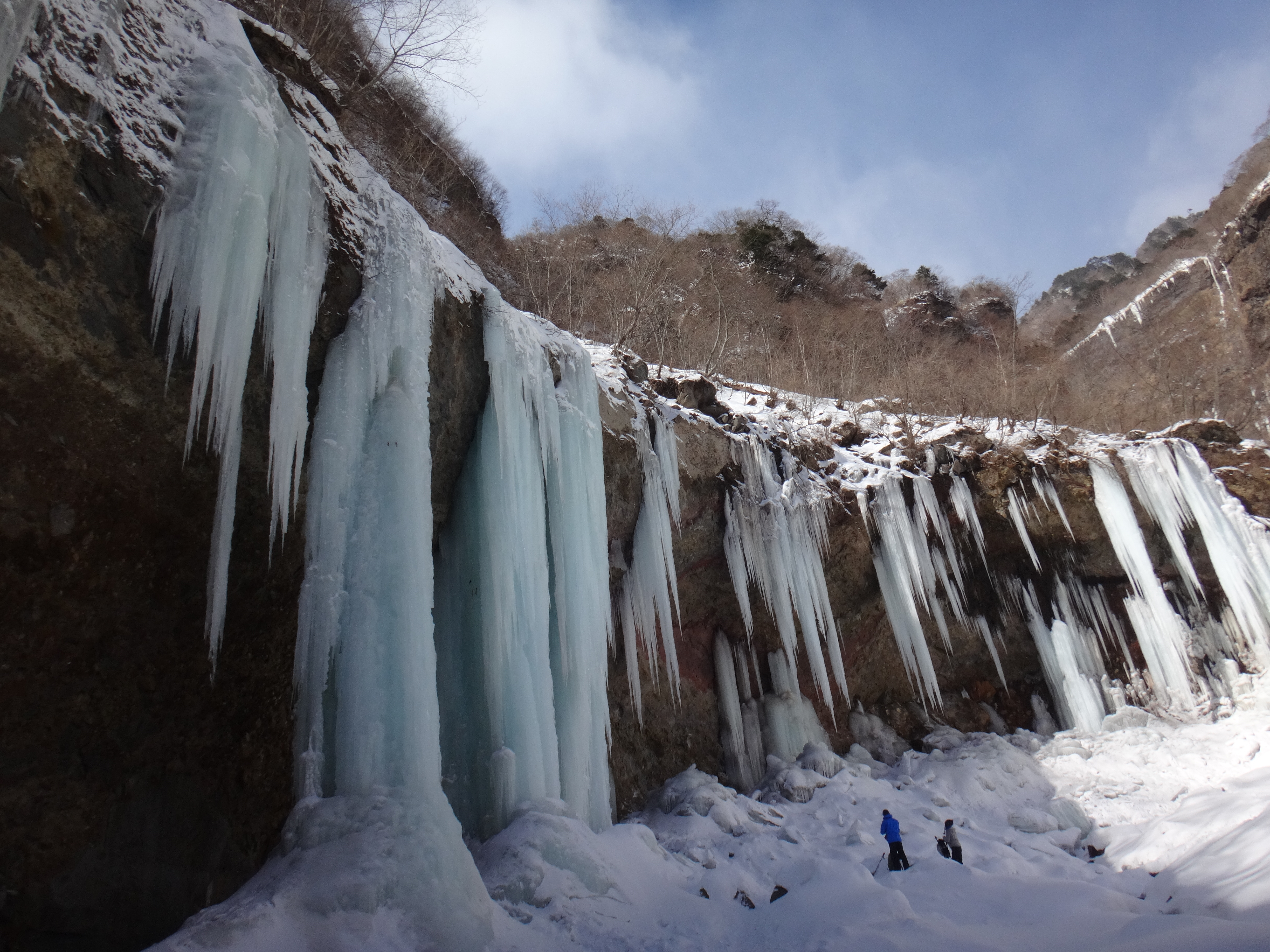
雲竜渓谷の氷瀑